# Yuasa
 Yuasa  (Japans: 湯浅町, Yuasa-chō) is een  gemeente  in het district  Arida van de Japanse prefectuur Wakayama. Begin  2008 had de gemeente een geschatte bevolking van 14.227 inwoners en een bevolkingsdichtheid van 684 inwoners per km². De totale oppervlakte van deze gemeente is 20,80 km². De gemeente ontstond in haar huidige vorm op 31 maart 1956.

## Aangrenzende steden en gemeenten
- Arida
- Hirogawa
- Aridagawa

## Partnersteden
Yuasa heeft een stedenband met :
- Kerikeri,  Nieuw-Zeeland
- Cambridge (Minnesota),  Verenigde Staten
- Braham (Minnesota),  Verenigde Staten

## Verkeer
- Yuasa heeft treinstation. Het station ligt op de JR West Kisei-lijn (Kinokuni-lijn).

(Hirogawa) – Station Yuasa – (Aridagawa)
- Yuasa ligt aan de nationale Autoweg 42.